# Mit Gas
Mit Gas è il secondo album in studio del supergruppo statunitense Tomahawk, pubblicato nel 2003.

## Tracce
1. Birdsong – 5:10
2. Rape This Day – 3:12
3. You Can't Win – 4:49
4. Mayday – 3:32
5. Rotgut – 2:51
6. Capt Midnight – 3:10
7. Desastre Natural – 2:58
8. When the Stars Begin to Fall – 2:54
9. Harelip – 3:30
10. Harlem Clowns – 3:40
11. Aktion 13F14 – 4:55

## Formazione
- Mike Patton — voce, tastiera
- Duane Denison — chitarra
- Kevin Rutmanis — basso
- John Stanier — batteria